# Gaius Petronius (Suffektkonsul 25)
Gaius Petronius (* um 18 v. Chr.; † nach 29 n. Chr.) war ein römischer Politiker und Suffektkonsul des Jahres 25 n. Chr. Er entstammte der bedeutenden Familie der Petronii ohne Cognomen.
Gaius Petronius sollte nicht mit dem gleichnamigen Autor des Satyricon verwechselt werden. Er kann ein jüngerer Bruder von Publius Petronius sein, der im Jahr 19 Suffektkonsul war, und somit  ein Sohn von Petronius Turpilianus. Es wird angenommen, dass er der Vater einer Petronia war, die mit Galeo Tettienus verheiratet war, und der Adoptivvater von Gaius Petronius Pontius Nigrinus, der im Jahr 37 Konsul wurde.
Das einzige inschriftliche Zeugnis des Gaius Petronius besteht in einer nur bruchstückhaft erhaltenen tessera nummularia, auf der er an einem 5. September zusammen mit M. Asin[ius Agrippa] (?) als Konsul genannt ist:
n[onis] Sep[tembribus] M. Asin. C. Pet. cos.
Man schließt daraus, dass Gaius Petronius im Jahr 25 n. Chr. anstelle von Cossus Cornelius Lentulus neben dem ganzjährig amtierenden ordentlichen Konsul Marcus Asinius Agrippa in das Amt eines Suffektkonsuls nachrückte.
Aus dem Jahr 29 existiert ein Papyrus, der für einen Gaius Petronius und (seinen Bruder?) Publius ägyptische Besitzungen nachweist:
τὰ ἄμμινα ἐποικἰου Ποπλἰου καὶ Γαἰου Πετρωνἰων
Dieser Familienbesitz, auf den weitere Papyri hindeuten, geht vielleicht noch auf die Amtszeit des Großvaters Publius Petronius zurück, der in den Jahren von ca. 25 bis 21 v. Chr. Präfekt von Ägypten war.
Borghesi identifizierte Gaius Petronius mit Gaius Petronius Umbrinus, der vor dem Jahr 24 als curator locorum publicorum iudicandorum in Erscheinung tritt. Dies ist jedoch sehr zweifelhaft, zumal in der ersten Hälfte des 1. Jahrhunderts alle konsularischen Petronii aus dem Familienzweig der Petronii ohne Cognomen stammen.